# EcoRI
EcoRI (pronuncia "eco R uno") è un enzima di restrizione con attività endonucleasica isolato dalla specie E. coli. Eco nel nome dell'enzima nasce dalla specie da cui è stato isolato, mentre R rappresenta il ceppo specifico, in questo caso RY13. L'ultima parte del nome, l'uno, indica che esso è stato il primo enzima isolato da questo ceppo. EcoRI è un enzima di restrizione che taglia la doppia elica di DNA su una sequenza specifica.
EcoRI produce delle estremità protrudenti di 4 nucleotidi (dette sticky ends) all'estremità 5', ovvero AATT. La sequenza che indica il bersaglio di attività dell'enzima (sequenza di riconoscimento) è G/AATTC, la quale ha una sequenza complementare palindromica CTTAA/G. La "/" nella sequenza indica il legame fosfodiestereo preso di mira dall'enzima nella molecola di DNA.

## Struttura

### Struttura primaria
EcoRI contiene il motivo PD..D/EXK all'interno del suo sito attivo, analogo a molte endonucleasi di restrizione.

### Struttura terziaria e quaternaria
L'enzima è un omodimero di una subunità di circa 31 kDa, provvista di un dominio globulare con architettura α/β. Ogni subunità contiene un loop che fuoriesce dal dominio globulare e si avvolge attorno al DNA quando esso risulta legato.

Sito di riconoscimento per EcoRI con evidenziato in verde la zona di taglio.

EcoRI è stato cocristallizato assieme alla sua sequenza bersaglio. Questo cristallo è stato adoperato per risolvere la struttura del complesso 1QPS. La struttura risolta mostra che le subunità omodimeriche dell'enzima intreragiscono con il DNA in maniera simmetrica. Nel complesso, due α-eliche da ciascuna subunità si uniscono a generare un gruppo di quattro eliche. Su queste eliche sono presenti i residui Glu144 e Arg145, i quali interagiscono tra loro formando un anello che si pensa possa permettere ai due siti attivi dell'enzima (uno per subunità) di comunicare.

## Usi
Enzimi di restrizione, come EcoRI, sono adoperati per una gran quantità di tecniche, incluso il clonaggio, screening di DNA e la rimozione di sezioni di DNA in vitro. Nel caso di enzimi di restrizione che generano sticky ends, come EcoRI, sono spesso sfruttati per il taglio del DNA prima di una ligazione, in quanto tali estremità permettono una ligazione efficiente. EcoRI può esibire un'attività di taglio non-sito-specifica, chiamato star activity, a seconda delle condizioni adoperate durante la reazione. Le condizioni che possono indurre la star activity contemplano una bassa concentrazione salina, alta concentrazione di glicerolo, eccessiva concentrazione dell'enzima nell'ambiente di reazione, alto pH e eventuale contaminazione con alcuni tipi di solventi organici.